# 九一一袭击事件伤亡

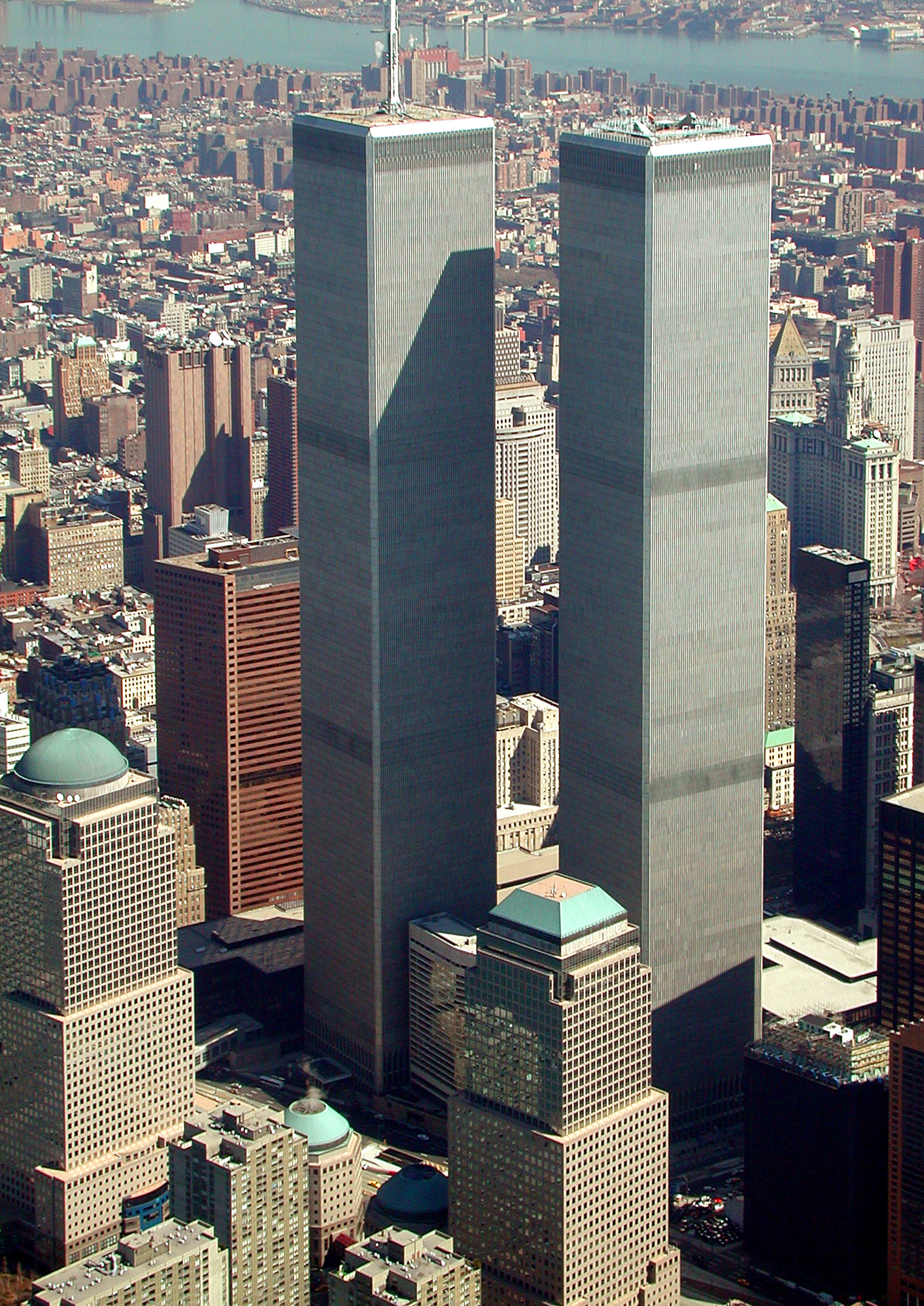
左边有天线的为世界贸易中心一号楼（北塔），右边无天线的为二号楼（南塔），左侧较矮的棕色建筑为七号楼。大多数死难者都死于世界贸易中心。

九一一袭击事件导致至少2,996人在事件发生当天死亡，包括2,977名无辜人士及19名劫机者。除了來自美國43個州的大量遇難者外，另有372名遇难者是外国人，来自全球90多个国家，占到总死亡人数12%。当天死亡的人中，有246人来自四架被劫持的飞机（美国航空11号班机、联合航空175号班机、美国航空77号班机、联合航空93号班机），2,743人死于纽约世界贸易中心或周遭地区，125人死于五角大楼。在世貿中心罹難的2,743名遇難者中，有184人為亞裔美國人:20,92。世貿中心災難亦為美國消防員殉職人數最多之災難，共343名消防員殉職。
袭击发生后，一些没有当天死亡的幸存者因患上因吸入过多浓烟而产生的疾病而在接下来的几年至十几年陆续死亡。这些人后来也追加加到遇难者的列表当中。因此，死亡名单有可能在未来不断增加。与此同时，至少1,140名事发当天在现场的人在日后被诊断出癌症，多数与袭击有关。

## 世界贸易中心
九一一袭击事件绝大多数死难者都来自世界贸易中心双塔。根据估计的数据，袭击发生时双塔内大约有14,154人。世贸北塔（一号楼）在早晨8:46分受撞击后燃烧至10:28分（102分钟）倒塌，南塔（二号楼）在9:03分受撞击后燃烧至9:59分（56分钟）倒塌。袭击共造成北塔1,402人死亡，南塔614人死亡，此外还有數百名殉職救難人員，包括343名消防员、2名急救护理人员、以及60名来自不同部门的警察。
由于两座大楼受撞击的时间、位置、方式均不同，因此两座楼内的死亡人数和死因也有所差别。统计显示，事发当时处于北塔92楼（含92楼）及以上各楼层的人无一生还，而南塔则有少数位于撞击区域以上的人在大楼受袭后仍然侥幸逃生。总的而言，世贸中心的死难者主要有如下几种原因：
- 在飞机撞入大楼的瞬间当场死亡。高速撞入的飞机产生巨大的冲击力，由此产生的剧烈爆炸和燃烧，使得数百名位于撞击区域或航空燃油、火焰動線上的人（包含1樓大廳）立刻死亡，还有一些人因电梯遭到毁坏而死于电梯内；
- 因撤离通道受阻或疏散不及时而死亡，绝大多数此种死因的人都位于撞击区域上方，他们在最初的撞击后幸存下来，却因为逃生通道被毁坏而困于大楼内，一些人被烧死或浓烟熏死，还有一些人直到大楼倒塌前的最后一刻时仍然活着并等待救援；绝大多数位于撞击区域以下的人都成功逃生（除了北塔92楼），但也有例外，一些病人、体能不佳的人和重度肥胖者因撤离速度过慢而死亡，还有一些人因积极参与救援行动而耽误了撤退的时间，这些人包括保安、在大楼内工作的政府人员、消防员和警察等先遣急救員，以及部分志願救災的市民；
- 墜楼而死，墜楼者尤以北塔为甚，北塔在受撞击后立刻被浓烟和大火笼罩，使得一些人不堪忍受而跳楼；另有部分墜樓人士並非跳樓者，而是試圖在窗邊呼吸新鮮空氣，或試圖攀登至較低樓層時墜落，例如攝影師傑克·塔列爾喬（Jack Taliercio）於世貿中心廣場旁拍攝到的南塔墜樓者[11]。
- 地面死难者。有大约292名在地面的人被下墜的物体砸中而死，九一一事件中首位殉職的消防員丹尼爾·蘇爾（Daniel T. Suhr），亦因受到跳樓者撞擊而喪命[12]:346。

### 概况

两栋大楼遭到撞击示意图。左上角为北塔，右下角为南塔。

早晨8:46分，第一架飞机撞入世贸中心北塔93-99楼，当场杀死了百余名处于撞击区域的人，由于大楼部分樓層已完全毀損且该段楼层无幸存者，因此当时那里的具体情况已经无法得知。由于飞机正好横插进入大楼，切断了所有的楼梯，撞击区域以上有数百人因此被困，根据统计，所有位于北塔撞击区域及以上的人无人生还。92楼虽然刚好位于撞击区域以下，但楼梯通道被掉落的楼板堵死，因此92楼也无人生还。相比之下，只比这低一层楼的91楼全员生还，有媒体因此将91楼称作“生与死的分界线”。
北塔受袭后，两栋大楼内的人员，包括北塔能够撤离的人和南塔整栋楼的人，立即通过楼梯疏散。由于南塔当时并未被撞击，因此许多在高层的人得以步行下楼至78楼的空中大堂，再乘坐直达电梯直至1楼。然而，大楼内的安保人员却告知南塔仍然安全，且外面的街上不斷有北塔的殘骸和墜樓者摔落地面，因此劝告人们不要撤离。一些人于是返回办公室，还有一些人犹豫不决滞留在高层内，这些人绝大多数最终都在后来的袭击中遇难。不过，一些公司勒令员工必须撤离，还有一些幸存者事后称，他们在犹豫不决时，亲眼通过办公室的窗户目睹北塔内受困的人跳楼，内心受到震撼而下决心撤离。尽管南塔比北塔只晚撞16分钟，但这16分钟的关口成功地疏散了高层内的一千多人，使得南塔的死亡人数比北塔最终少得多。
9:03分，第二架飞机撞入南塔77-85楼，据估计，当时南塔剩下600多人处于撞击区域及上方未撤离。飞机刚好扫过78楼的空中大堂，使正在等电梯撤离的两百余人几乎全部身亡，該樓因此成为死亡最惨重的楼层。該樓12名幸存者，包括紐約州稅務財政局華裔稅務審計師翁阮雅玲在內，都是因为刚好站在大楼的最北一侧或有墙遮挡，离冲击较远而倖免於難，並在世貿南塔交易員威爾斯·克勞瑟協助下得以逃脱。
与北塔不同，撞击南塔的飞机从大楼偏南侧撞入，使得南塔北侧受到的冲击较小，至少有一个楼梯道（通道A）在大楼被撞后仍保持畅通。18个在遇袭时处于撞击区域或上方的人得以通过此楼梯道逃脱，其中14人來自死傷慘重的78樓空中大廳，其餘4人來自更高的樓層，包括逃脫位置最高（91楼）的加拿大籍歐元經紀公司貨幣市場經紀人羅恩·迪弗朗切斯科（Ron DiFrancesco）、同公司的資訊經理理察·弗恩（Richard Fern）、執行副總裁布萊恩·克拉克，以及於81樓目睹聯航175號班機撞入南塔的蓋亞那裔富士銀行協理史丹利·普瑞納斯:462。然而，由于错误的指挥和混乱的通讯，六百多名被困者无法得知A通道仍然畅通的消息，相反，他们试图涌上屋顶，等待直升机救援，然而通往屋顶的门是锁着的。由于不断有碎片掉落，地面上的伤亡也不断增加。为了躲避碎片和跳楼者，救援人员要求平民通过地下商场撤离。有具体多少人跳楼不得而知，但跳楼者基本都集中在北塔。世贸中心三号大楼的屋顶据报有大量跳楼者尸体。
9:59分，南塔倒塌。倒塌时南塔顶端等待救援的人全部遇难。地面也有大量人员，包括消防员和警察，来不及躲避而死亡。在其后的一段时间，由于火势猛烈，一些位于北塔内的救援人员得到了撤离大楼的指令，但有些消防员由于通信不畅未能得到消息，而是继续往上爬以搜寻被困者。这些当中的许多人最后也遇难。
根据统计，至少有200人死于电梯内。南北双塔均有人员困于电梯而死。飞机的撞击毁坏了许多电梯的缆绳，导致这些电梯失去支撑坠落，造成不少伤亡。从电梯逃离的人，许多是因为飞机撞入大楼时电梯门刚好是开着的。根据事后统计，世贸双塔198部电梯中，共有64部电梯的缆绳经过撞击区域。这64部电梯中有48部没有人活着出来。世贸中心的电梯在事后受到批评，其全新配备的反扒门装置阻止了人们扒门逃离电梯，而统计显示凡是被困在这种配备新型反扒门装置的电梯里的人，没有一个人能够活着逃出来。
统计资料处于撞击区域以下的人生还率高达99%。但也有不少例外。北塔92楼整层楼处于撞击区域以下，但无人能够逃生。此外，还有一些人由于积极参与救援耽误时间、或因体能原因下楼速度过慢而未能逃出，还有一些人纯属不走运。例如，有13个处于北塔83楼的人撤离时被掉落的天花板挡住去路，往回走时又被后方掉落的天花板堵死，最终被堵在一个墙角无法动弹，直到大楼倒塌也未能逃出。

### 倖存者

#### 大樓倒塌前
有一些被困在电梯里的人使用各种手段从电梯中逃了出来。例如，港務局世貿中心洗窗工人揚·德姆楚（Jan Demczur）等6人被困在北塔一部直达电梯中，德姆楚使用一把锋利的玻璃窗刮水器花了45分钟割开了电梯井的石膏墙板，踹开对面的墙，并进入了50楼的一个厕所中。得益于这把玻璃刷，这六人全部成功逃离。:315-316还有一位兼差遞件員克里斯·楊（Chris Young）受困於一部停在北塔一楼的电梯里，然而，即使屡次呼救，距离仅几米的消防员仍未能发现他的存在。他被困在电梯中一个半小时，直到大楼由于断电使电梯门失去动力，他才得以扒门逃出。此时距离北塔倒塌只有5分钟，:241, 410-412他因此成為世貿中心倒塌前最後一位逃出的倖存者。:421有两人在南塔78楼空中大廳刚挤入电梯，聯航175號班機便撞入大楼。电梯的九根缆绳被撞断八根，随后以近乎自由落体的速度坠落。临近一楼时，紧急刹车系统刹停了电梯厢。二十多人最终只有两人活着扒门逃出。

#### 大樓倒塌後
在大楼倒塌之后，廢墟中僅20人被活著救出，當中包括12名消防員和3名警察。20名倖存者中，16名北塔倖存者全來自北塔的B樓梯間，剩下4名倖存者則來自北塔與南塔之間的一樓大廳區域，而南塔廢墟則無人生還。最后一个獲救的人在废墟中待了27个小时。
北塔倒塌时，有16个正沿着北塔B梯間下楼的人在坍塌中幸存。港務局工程師帕斯奎爾·布澤利（Pasquale Buzzelli）在大楼倒塌时处于22楼，他从22楼坠落，但数小时后在废墟下恢复了意识。其他几个人则多集中在7楼以下，7楼是一个特殊加固的楼层，能够减慢倒塌的速度，使废墟向四周扩散，从而保留了位于大楼中央的B梯間不受摧毁。故此，此段的B梯間共有14人倖存，包括紐約消防局第6雲梯中隊（Ladder Company 6）中隊長傑伊·喬納斯（Jay Jonas）等6名隊員、紐約消防局第11大隊長理察·皮喬托（Richard Picciotto）等另外6名消防員、6中隊救出的港務局文員約瑟芬·哈里斯（Josephine Harris）:423，以及港務警局華裔警員林維敏（David Waymond Lim）。
北塔與南塔之間的一樓大廳區域有4名倖存者，當中包括港務局警官約翰·麥克勞林與威爾·荷曼諾。兩人從廢墟中生還的事跡在數年後被改編成電影《世貿中心》。

## 五角大楼
125人在五角大楼的袭击中遇难，70人为國防部文職人員，55人为軍人。死难人员中，軍階最高者為提摩西·莫德陸軍中將。

## 外籍遇难者

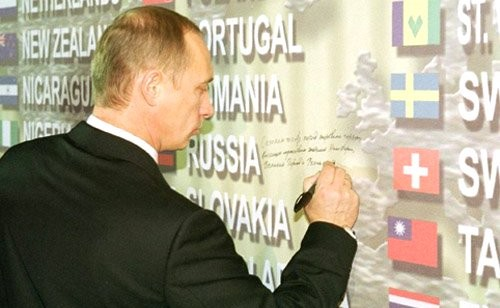
俄羅斯總統普京替九一一襲擊事件中的俄羅斯籍罹難者簽名，摄于2001年11月16日

不包括19名劫机者在内，袭击事件共造成372名外籍人士遇难，占遇难人数的12%左右。外籍遇难者中有近一半来自英国、多米尼加、印度、希臘、韩国、日本、加拿大和圭亞那。
右表是外籍遇难者的国籍分布（部分罹難者同時持有美國雙重國籍）：
| 国籍（国家或地区） | 遇难人数 | 参考资料                    |
| ------------------ | -------- | --------------------------- |
| 阿尔巴尼亚         | 3        |                             |
| 安地卡及巴布達     | 3        |                             |
| 阿根廷             | 4        | [ 32 ]                      |
| 亞美尼亞           | 4        |                             |
|                    | 10       | [ 33 ]                      |
|                    | 6        | [ 34 ]                      |
|                    | 3        |                             |
| 白俄羅斯           | 1        | [ 35 ]                      |
| 比利时             | 1        | [ 36 ]                      |
| 百慕大             | 2        | [ 37 ]                      |
| 巴西               | 3        | [ 38 ]                      |
| 加拿大             | 24       | [ 39 ] [ 40 ] [ 41 ] [ 42 ] |
| 智利               | 1        | [ 43 ]                      |
| 中华人民共和国     | 2        | [ 44 ]                      |
| 哥伦比亚           | 18       | [ 43 ]                      |
| 捷克               | 3        |                             |
| 刚果民主共和国     | 2        |                             |
| 多米尼克           | 2        |                             |
|                    | 47       | [ 43 ] [ 45 ]               |
|                    | 13       | [ 43 ]                      |
| 薩爾瓦多           | 2        |                             |
| 衣索比亞           | 2        | [ 46 ]                      |
| 法國               | 4        | [ 47 ]                      |
|                    | 3        |                             |
| 德国               | 11       |                             |
|                    | 2        |                             |
| 希腊               | 39       |                             |
|                    | 21       |                             |
| 海地               | 2        |                             |
| 香港               | 2        |                             |
|                    | 1        |                             |
| 印度               | 41       | [ 48 ]                      |
| 印度尼西亞         | 1        | [ 49 ]                      |
| 愛爾蘭             | 6        | [ 50 ] [ 51 ]               |
| 以色列             | 5        | [ 52 ]                      |
| 義大利             | 10       | [ 53 ]                      |
|                    | 2        |                             |
| 牙买加             | 16       | [ 54 ]                      |
| 日本               | 24       | [ 41 ] [ 55 ]               |
| 约旦               | 2        | [ 56 ] [ 57 ] [ 58 ]        |
|                    | 1        |                             |
|                    | 1        |                             |
| 黎巴嫩             | 4        |                             |
| 立陶宛             | 1        |                             |
| 马来西亚           | 3        | [ 59 ]                      |
| 墨西哥             | 15       | [ 43 ]                      |
| 摩尔多瓦           | 1        |                             |
| 荷蘭               | 1        |                             |
| 新西兰             | 2        | [ 60 ] [ 61 ]               |
| 奈及利亞           | 1        |                             |
| 巴基斯坦           | 8        | [ 62 ]                      |
| 巴拿马             | 2        |                             |
| 巴拉圭             | 2        |                             |
| 秘魯               | 5        |                             |
| 菲律賓             | 16       | [ 63 ] [ 64 ]               |
| 波蘭               | 6        |                             |
| 葡萄牙             | 5        | [ 65 ]                      |
| 羅馬尼亞           | 4        | [ 66 ]                      |
| 俄羅斯             | 1        |                             |
| 圣卢西亚           | 2        |                             |
|                    | 1        |                             |
| 塞爾維亞           | 2        |                             |
| 南非               | 2        |                             |
|                    | 28       | [ 41 ] [ 67 ]               |
| 西班牙             | 1        |                             |
| 斯里蘭卡           | 2        | [ 68 ]                      |
| 瑞典               | 1        | [ 69 ] [ 70 ]               |
| 瑞士               | 2        |                             |
| 中華民國           | 1        | [ 註 1 ]                    |
| 泰國               | 1        |                             |
| 千里達及托巴哥     | 14       |                             |
| 土耳其             | 1        |                             |
| 乌克兰             | 1        |                             |
| 英国               | 67       | [ 41 ] [ 76 ] [ 77 ]        |
|                    | 1        |                             |
| 委內瑞拉           | 1        |                             |